# 宪政期成会宪法草案
中华民国宪法草案修正草案，即宪政期成会宪法草案（简称期成宪草）又称“昆明草案”，是1940年3月国民参政会下设的宪政期成会在五五宪草的基础上修改后的宪法草案。这部宪法草案是抗战期间第一次宪政运动的成果，并首次得到了中国共产党和民主党派的参与，成为训政时期的第一部融合多党智慧的宪法草案。但该草案从此并未继续得以采用，后来1946年政治协商会议和宪草审议委员会的制定的政协宪草基本未用该草案。

## 背景

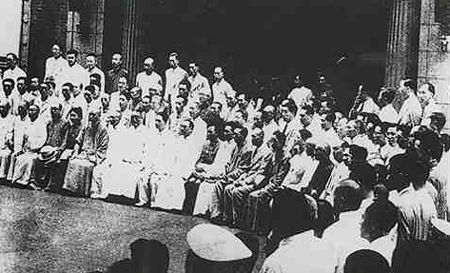
第一届国民参政会委员

国民参政会在1938年于武汉成立，其目的在于集思广益，促成宪政。参政会促成宪政之主要贡献在于成立宪政期成会。在1939年9月召开的参政会第一届第四次会议上通过了《请政府定期召集国民大会实行宪政决议案》，从而揭开了抗日战争时期“晴天霹雳的宪政运动”（邹韬奋语）的帷幕。该决议案是在如下七个提案的基础上提出的：[1]、国民党参政员孔庚领衔的《请政府遵照中国国民党第五次全国代表大会决议案定期召集国民大会制定宪法开始宪政案》；[2]、中共参政员陈绍禹领衔的《请政府明令保障各抗日党派合法地位案》；[3]、中国青年党参政员左舜生、国家社会党参政员张君劢、第三党参政员章伯钧共同领衔的《请结束党治立施宪政以安定人心发扬民力而利抗战案》；[4]、中华职业教育社参政员江恒源领衔的《为决定立国大计解除根本纠纷谨提具五项意见建议政府请求采纳施行案》；[5]、救国会参政员张申府领衔的《建议集中人才办法案》；[6]、救国会参政员王造时领衔的《为加紧精诚团结以增强抗战力量而保证最后胜利案》；[7]、国家社会党参政员张君劢领衔的《改革政治以应付非常局面案》。。
决议主要内容为两点：

1. 请政府明令定期召集国民大会，制定宪法，实行宪政。
2. 由议长指定参政员若干人，组成国民参政会宪政期成会，协助政府促成宪政。

此后成立的期成会在1940年3月根据张君劢，罗隆基，黄炎培，董必武等人的提议完成宪草修正案，历史上称为期成宪草，又因其起草地点而称为昆明草案。

## 内容
“期成宪草”共8章138条，其37、41、44条规定了国民大会的常设组织“国民大会议政会”。国民大会闭会期间，设置国民大会议政会，设议政员150-200人，由国民大会代表互选产生，任期三年，不得兼任公务员。议政会每6个月开会一次，其主要职权是于国民大会闭会期间，议决戒严、大赦、宣战、媾和、条约案；复决立法院所决议之预算、决算、法律案；创制立法原则；受理监察院依法提出之弹劾案；对行政院正副院长及各部会长官有不信任权；得向总统及各院部会长官提出质询，并听取报告。因期成宪草是五五宪草的修正案，其基本精神并未远离五五宪草和五权宪法，但就争议已久的国民大会职权问题，期成宪草提出了一个解决方案，即设立国民大会议政会作为常设机构。该思想集中体现在了“宪政期成会宪法草案修正案说明书”中：
五五宪草最大缺点，即人民政权运用不灵，立法院既非政权机关，而国民大会又三年集会一次，因此政权无从行使，故设国民议政会以为补救。当年立法院发表宪草征询国民意见时，舆论各方即曾一致指出此项缺点。有人主张将立法院权力扩大，使立法院有制裁政府权。但立法院为治权机关，行使政权，与中山先生权能划分之遗教不甚适合。另有人主张将国大人数减少，会期加多。然国大每县市选代表一人，中山先生在遗教中亦早确定，似亦不宜变更。倘不减少代表人数，则如此庞大机关，会期太多，运用又感不灵。故立法院最初几次草案中，曾有国大闭会期间设立委员会之议，后因以少数委员代行国民最高统治权似亦不妥，此计划终归取消。同人以为国民议政会可以补救此缺点。就其复决立法院之决议而言，不惟可使法律案等等有更审慎周详之成绩，且使立法院成为立法技术上之专门机构，于是立法院有能，议政会有权，此与中山先生权能划分，五权并立之遗教精神，甚为相合。而就其不信任权而言，议政会对行政院可通过不信任案，但不能弹劾总统，此为人民对行政有限度之监督制裁，如此，总统用人必能选贤举能。而政府又能，人民有权之精神，必更能发挥。

## 结果

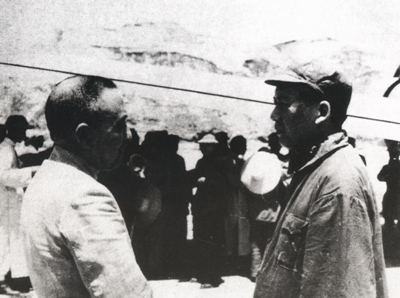
期成宪草的参与者之一黄炎培（左）

在1943年发生了抗战期间的第二次宪政运动，即宪政实施协进会修宪。此次修宪没有提及期成宪草中国民议政会的方案；在抗战之后的政协宪草中，仍未采用期成宪草的精神。最终的中华民国宪法基本采用了政协宪草，故期成宪草实际上不了了之。

## 意义
期成宪草是国民政府时期由各党各派第一次参与修改宪草的努力，其多党参与的精神直接影响到了1946年的政协宪草的制定工作。
南开大学邓丽兰等学者认为，该草案是对孙中山五权宪法的第一次修改努力，这种努力的结果是让国民大会变成一个政权，治权兼有同时能监督行政的议会机构。
而这种将国民大会降格为普通国会的思想在1999年国大修宪和2005年任务型国民大会中再次出现。1999年国民大会试图修宪将其变为一个同立法院并列的国会机构，卻因程序瑕疵遭司法院以释字第499号宣布违宪，一切討論重回原點而告终。2005年，国民大会正式冻结，不再运作。